# Lynceus (rodzaj)
Lynceus – rodzaj skorupiaków z rzędu muszloraczków i rodziny Lynceidae.

## Gatunki
Do rodzaju Lynceus należą następujące gatunki:

- Lynceus aequatorialis Daday, 1927
- Lynceus argillaphilus Timms, 2013
- Lynceus baylyi Timms, 2013
- Lynceus bicarinatus Barnard, 1924
- Lynceus biformis (Ishikawa, 1895)
- Lynceus bouvieri Daday, 1927
- Lynceus brachyurus Müller, 1776 – dziobosznik
- Lynceus brevifrons (Packard, 1877)
- Lynceus decaryi (H. Gauthier, 1936)
- Lynceus denticulatus (Gurney, 1930)
- Lynceus dovei Daday, 1927
- Lynceus gracilicornis (Packard, 1871)
- Lynceus grandirostris Rogers, Olesen & Martin, 2015
- Lynceus grossipedia Sigvardt, Shu, Alonso, Ventura, Sanoamuang, Rogers, Palero & Olesen, 2020[4]
- Lynceus indicus Daday, 1927
- Lynceus insularis (Olesen, Pöllabauer, Sigvardt & Rogers 2016)
- Lynceus jeanneli Daday, 1927
- Lynceus lobatsianus Barnard, 1929
- Lynceus macleyanus (King, 1855)
- Lynceus magdaleanae Timms, 2013
- Lynceus mallinensis (Pessacq, Epele & Rogers 2011)
- Lynceus mandsuricus Daday, 1927
- Lynceus massaicus Thiele, 1907
- Lynceus mucronatus (Packard, 1875)
- Lynceus pachydactylus Barnard, 1929
- Lynceus planifascius Rogers, Saengphan, Thaimuangphol & Sanoamuang, 2016
- Lynceus rotundirostris (Daday, 1902)
- Lynceus rotundus Thiele, 1907
- Lynceus simiaefacies (Harding, 1941)
- Lynceus spinimanus Rogers, Saengphan, Thaimuangphol & Sanoamuang, 2016
- Lynceus susanneae Timms, 2013
- Lynceus tatei (Brady, 1886)
- Lynceus triangularis Daday, 1927
- Lynceus tropicus (Daday, 1927)
- Lynceus truncatus Barnard, 1924